# 勺湖
勺湖位于中国江苏省淮安市淮安区古城西北隅的西门大街68号，水面60亩，因水面弯曲如同一把勺子而得名。
自从晋代到清代湖中湖畔兴筑不少庵观寺院，有法华禅院，文通寺，龙兴寺，千佛寺，老君殿等，旧有勺湖十景之说。刘鹗在其名著《老残游记》中曾盛赞此湖品位。在清末及民国年间战乱中，勺湖周围的名胜古迹多已被毁，仅存明末重修的文通塔和铸于金代天德三年（1151年）的金天德铜钟。1980年代后，辟为勺湖公园，恢复“胜境长廊”、“勺湖书院”、“飘然一叶”、“金鲤戏波”、“曲桥钟鸣”等景点。园中建有碑园，收有淮安自唐以来寺庙、墓志、碑文等60余块和康乾道光的御碑。

## 相关信息
交通：公交62路、67路
门票：6元 